# A-2004
La A-2004 es una carretera de acceso a la A-381 desde la zona de ronda urbana (Ronda Este) de Jerez de la Frontera.

## REferencias
1. ↑  Press, Europa (20 de diciembre de 2017). «La Junta inicia las obras en la carretera A-2004, de acceso a Jerez desde la autovía A-381». www.europapress.es. Consultado el 11 de mayo de 2019.

- Datos: Q5653202